# NGC 7366
NGC 7366 é uma galáxia espiral (S) localizada na direcção da constelação de Pegasus. Possui uma declinação de +10° 46' 55" e uma ascensão recta de 22 horas, 44 minutos e 26,6 segundos.
A galáxia NGC 7366 foi descoberta em 7 de Agosto de 1864 por Albert Marth.